# Ruch LGBT w Polsce
Ruch społeczny lesbijek, gejów, osób biseksualnych i transpłciowych (LGBT) w Polsce to ruch społeczny działający na rzecz praw osób LGBT w polskim społeczeństwie. Niektóre organizacje i osoby skupiają się na równych prawach, takich jak równość małżeńska czy zalegalizowanie instytucji związków partnerskich, niektóre na polityce wyzwolenia, tak jak amerykański ruch Gay Liberation lat 60. i 70., a inne na samopomocy i samoakceptacji. Najwcześniejsze inicjatywy związane z prawami osób LGBT w Polsce zaczęły powstawać w latach 70. i 80.

## PRL

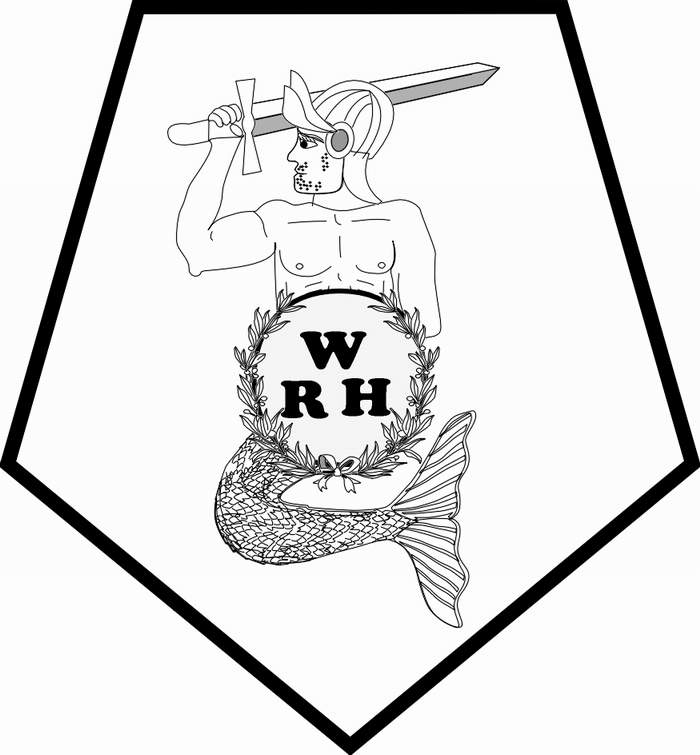
Symbol WRH – męski Syrenek z tarczą z napisem WRH

W latach 70., kiedy ruchy gejowskie rosły na znaczeniu w Europie Zachodniej i niektórych krajach Bloku Wschodniego (NRD, ZSRR), polska subkultura gejowska pozostawała mniej aktywistyczna i pasywna politycznie. Jest to przypisywane wpływowi katolicyzmu na polskie społeczeństwo i brakowi kryminalizacji stosunków homoseksualnych. Korzeni polskiego ruchu gejowskiego można dopatrywać się w listach pisanych do zachodnich organizacji gejowskich takich jak HOSI Wien i w reakcjach na kryzys AIDS. W 1982 HOSI Wien stworzyło podjednostkę poświęconą Europie Wschodniej, Bank Informacji Europy Wschodniej (EEIP – Eastern Europe Information Pool), która wykonywała pionierską pracę kontaktując się z i pomagając nowym, małym grupom LGBT w Europie Wschodniej. Ich działalność zwróciła również uwagę Międzynarodowego Stowarzyszenia Lesbijek i Gejów (ILGA), w którym przeważały zachodnie organizacje nieznające sytuacji w Europie Wschodniej. Andrzej Selerowicz, współpracujący z EEIP, gościł konspiracyjne spotkania osób LGBT w 1983 i 1984, i pomimo tego, że wielu gości miało poczucie wstydu związane z poruszaniem głośno spraw LGBT, te spotkania zapoczątkowały inicjatywy, takie jak nowe grupy czy wydawany jako bibuła magazyn Etap.
W reakcji na Akcję Hiacynt, na prywatnym spotkaniu w 1987 powstała inicjatywa, która potem przekształciła się w Warszawski Ruch Homoseksualny. Założycielami byli aktywiści tacy jak Waldemar Zboralski, Sławomir Starosta i Krzysztof Garwatowski. Pierwotnie członkami WRH byli tylko homoseksualni mężczyźni, ale lesbijki zaczęły dołączać w pierwszym miesiącu aktywności.
Pierwsze działania WRH skupiały się na bezpiecznym seksie, prewencji AIDS i promowaniu testowania na HIV. Reakcja polskich mediów i ministerstwa zdrowia była pozytywna, w przeciwieństwie do reakcji generała Czesława Kiszczaka. Na skutek jego decyzji odmówiono rejestracji stowarzyszenia o nazwie „Warszawski Ruch Homoseksualny”. Uzasadniano to obawami, że takie stowarzyszenie naruszałoby zasady moralności publicznej, względnie uzasadniając to obawami przed reakcją kościoła rzymskokatolickiego.
Warszawski Ruch Homoseksualny, pod nazwą „Warsaw Homosexual Movement”. został dwukrotnie umieszczony w raportach Radia Wolna Europa o niepodległych organizacjach działających w PRL, sporządzonych przez jej analityka politycznego ds. Europy Środkowej, Jiříego Pehe w roku 1988 oraz 1989.

## III Rzeczpospolita
28 października 1989 założono stowarzyszenie grup Lambda, które zarejestrowane zostało przez sąd wojewódzki w Warszawie 23 lutego 1990. Była to pierwsza zarejestrowana organizacja LGBT w Polsce. Jej priorytetami były m.in. szerzenie tolerancji i świadomości oraz prewencja HIV. W związku z rozpowszechnianiem się AIDS, wiosną 1990 Jarosław Ender i Sławomir Starosta rozpoczęli kampanię Kochaj, nie zabijaj, żeby szerzyć świadomość na temat AIDS wśród młodych.

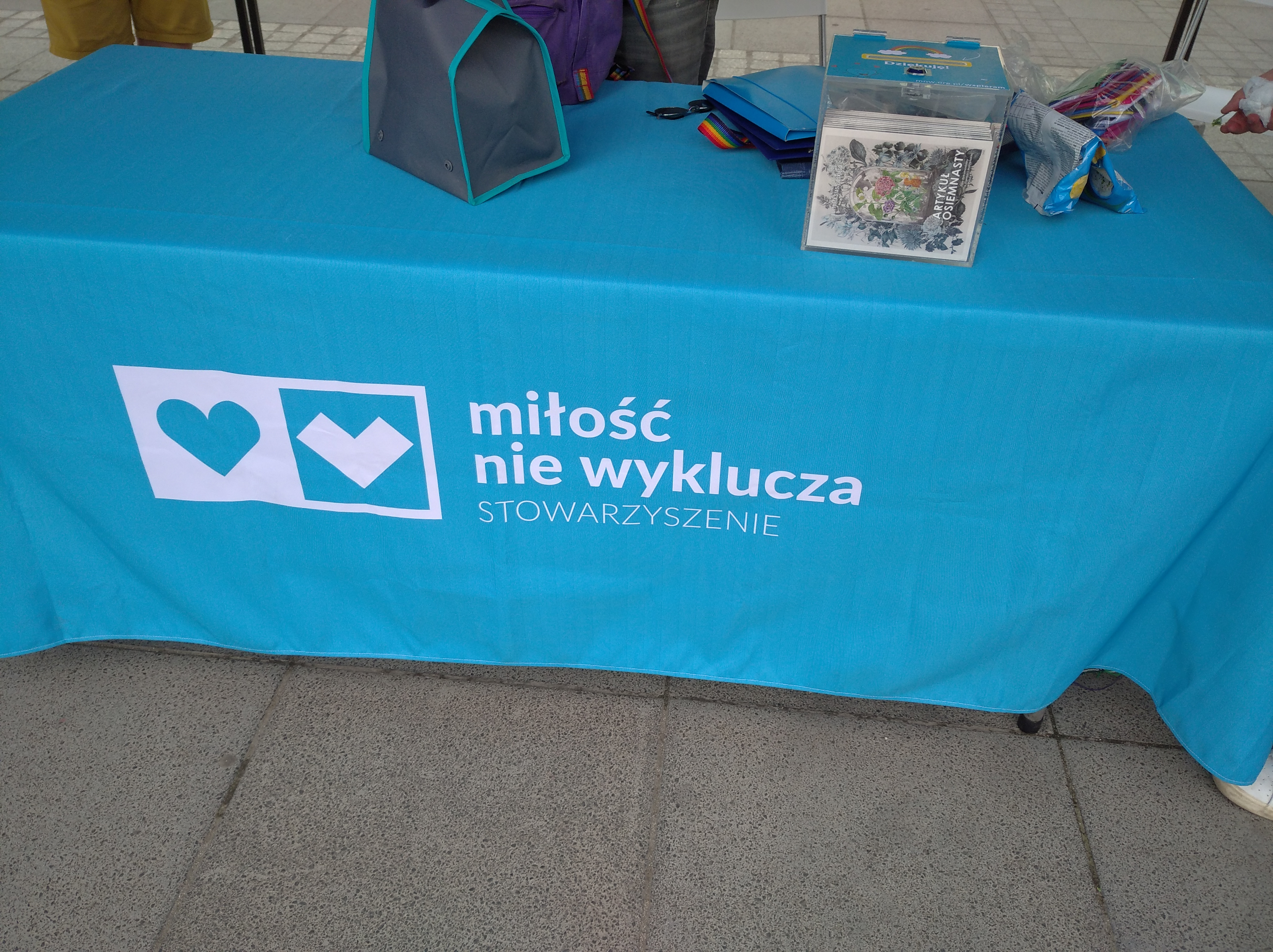
Stoisko Miłość nie wyklucza na wrocławskim marszu równości, 2022

14 lutego 1993 odbyła się związana z Lambdą demonstracja pod kolumną Zygmunta, apelująca o „prawo do miłości”. Była to pierwsza publiczna manifestacja LGBT w Polsce. W 1998 odbył się happening w którym osoby LGBT, w tym aktywista Szymon Niemiec, trzymały transparenty ze swoimi imionami i nazwiskami, mając na twarzy maski. Wiosną 1995 polscy imigranci w Nowym Jorku założyli organizację Razem, pomagającą polskim imigrantom LGBT w nawiązywaniu kontaktów między sobą i w integracji. Razem było częścią Lesbian & Gay Community Services Center (L&GCSC). W 1996, z inspiracji Olgi Stefanii, powstało OLA-Archiwum (Ogólnopolskie Feministyczne Archiwum Lesbijskie) zarejestrowane jako stowarzyszenie w 1998. W latach 1997–2000 OLA opublikowało osiem numerów feministycznego i lesbijskiego magazynu literackiego Furia Pierwsza. Pierwsza strona internetowa społeczności gejowskiej Inna Strona powstała we wrześniu 1996. Portal został przeniesiony potem na adres Queer.pl i pod tą nazwą nadal działa. W tym samym roku pojawiła się lesbijska strona internetowa Polish Lesbians’ Site. W 1998 po raz pierwszy rozdano nagrody Tęczowe Laury, przyznawane za promowanie tolerancji i szacunku wobec osób LGBT. Jarosław Ender i Sławomir Starosta byli pomysłodawcami. Wśród laureatów byli: Kora, Zofia Kuratowska, Monika Olejnik, Jerzy Jaskiernia, oraz Gazeta Wyborcza.
2001 był rokiem pierwszej Parady Równości w Warszawie, na której pojawiło się ponad 300 osób. Był to pierwszy duży protest przeciwko dyskryminacji osób LGBT. W tym samym roku założono Kampanię Przeciw Homofobii. Byli oni odpowiedzialni za akcję Niech nas zobaczą z 2003. Była to pierwsza polska artystyczna kampania społeczna w sprawach osób LGBT i opierała się na 30 fotografiach autorstwa Karoliny Breguły.
W 2004 i 2005 władze Warszawy nie wydały pozwolenia na warszawską Paradę Równości, cytując m.in. możliwość kontrdemonstracji i możliwe nachodzenie na święta religijne lub państwowe. Ówczesny prezydent Warszawy, Lech Kaczyński i związana z nim partia PiS twierdzili, że pozwolenie na oficjalną organizację takiego wydarzenia byłoby promowaniem „homoseksualnego stylu życia”. W sprzeciwie wobec tej pozycji we wrześniu 2004 w Warszawie zorganizowano inne wydarzenie, Wiec Wolności, który przyciągnął 600 do 1000 uczestników. W odpowiedzi na zakaz z 2005, około 2500 osób uczestniczyło w nielegalnie zorganizowanej (jako akt obywatelskiego nieposłuszeństwa) 11 czerwca demonstracji, która skończył się kilkoma krótkimi zatrzymaniami.

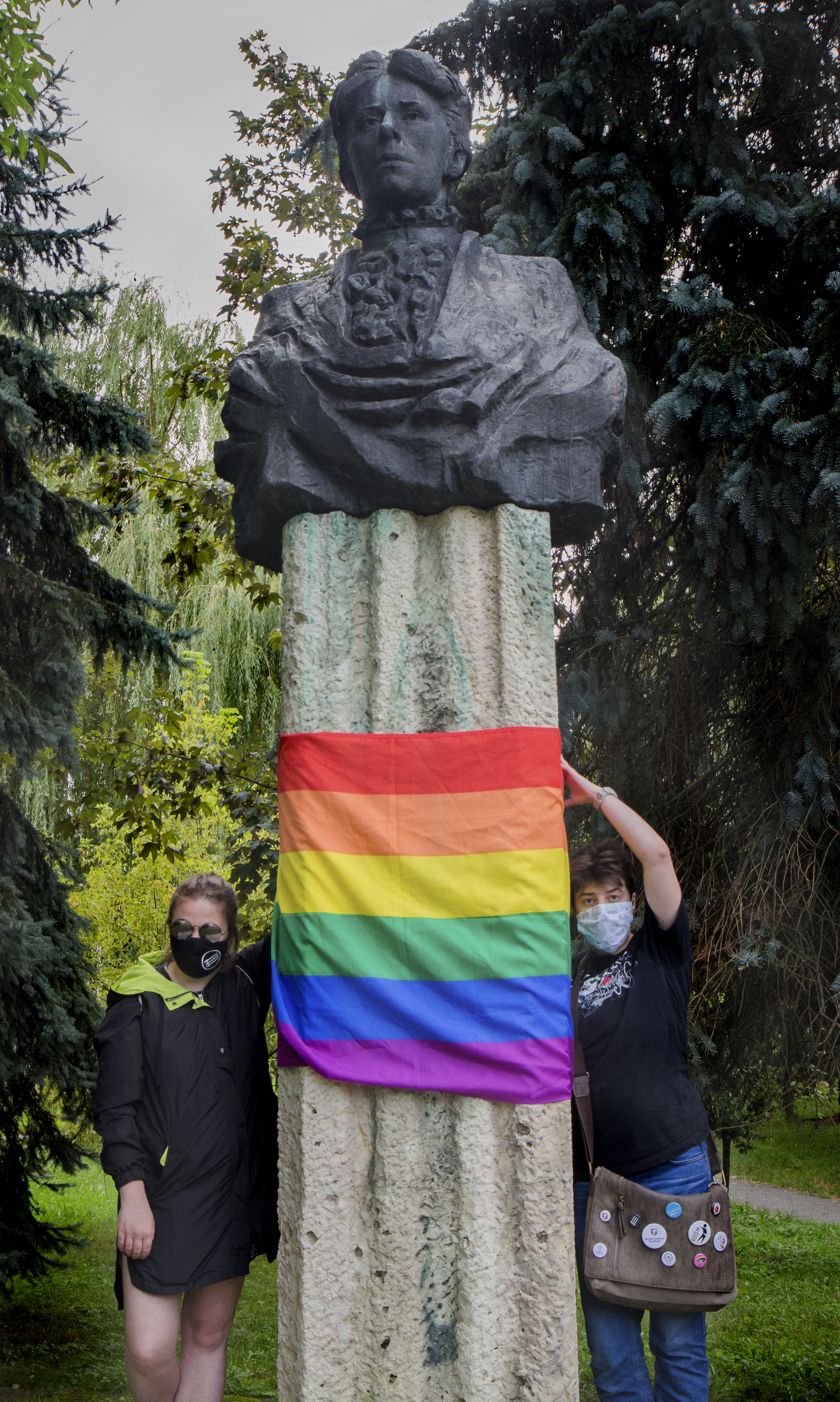
Aktywiści LGBT wieszają tęczową flagę na pomniku Marii Konopnickiej w Krakowie w geście solidarności z osobami aresztowanymi 7 sierpnia 2020

W 2009 jako grupa nieformalna powstało stowarzyszenie Miłość Nie Wyklucza, skupione na równości małżeńskiej. MNW prowadziła działania informacyjne, edukacyjne i lobbingowe na rzecz wprowadzenia w Polsce związków partnerskich dla par osób tej samej i różnej płci. W roku 2013, już jako zarejestrowane stowarzyszenie, MNW stało się pierwszą polską organizacją LGBT+, postulującą pełną równość małżeńską dla par jednopłciowych.

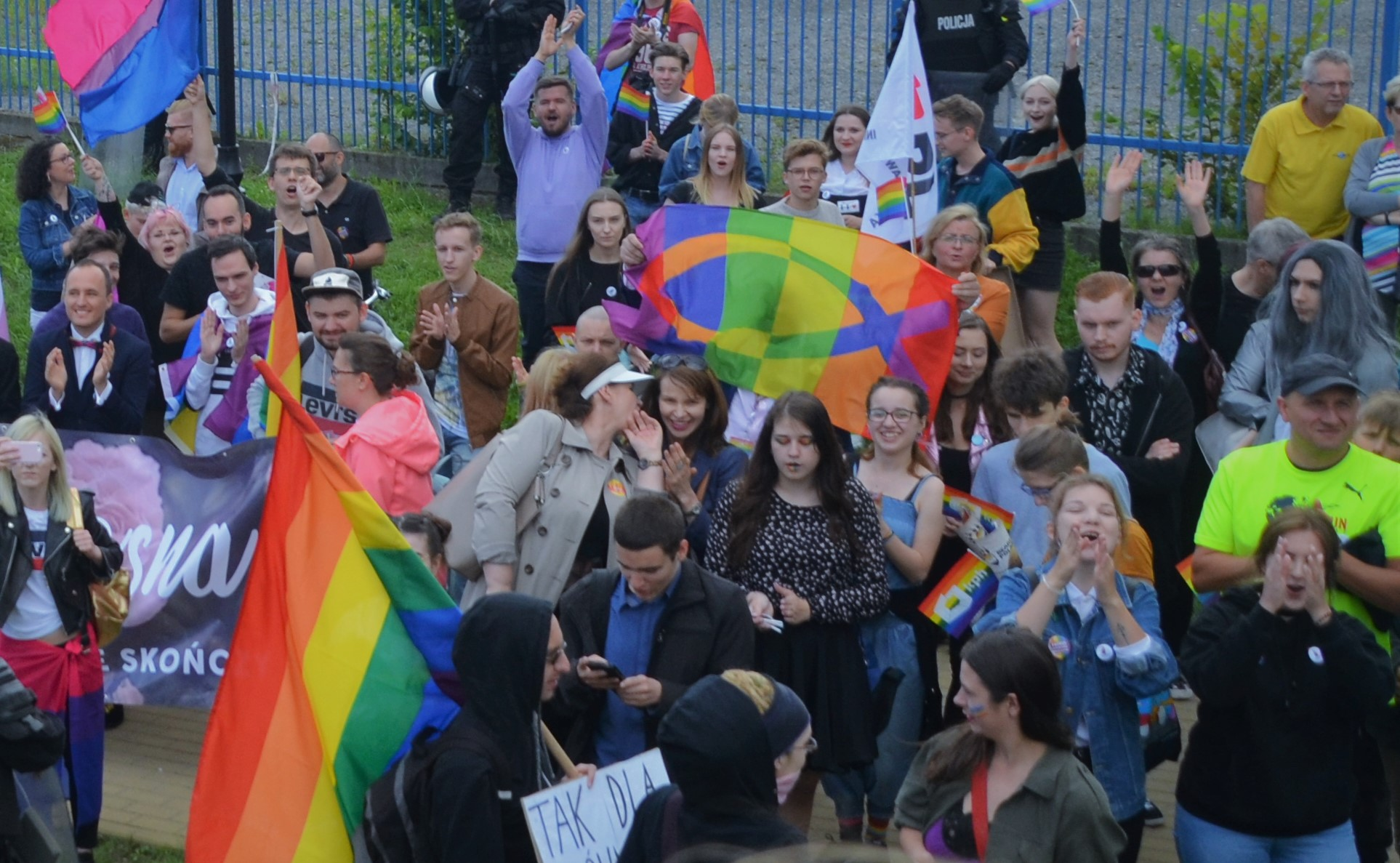
Fundacja Wiara i Tęcza podczas manifestacji

W 2010 r. powstała nieformalna Grupa Polskich Chrześcijan LGBTQ „Wiara i Tęcza”, która skupiała gejów, lesbijki, osoby biseksualne oraz transpłciowe, będące chrześcijanami. Grupa sformułowała Deklarację Programową, a 17 sierpnia 2018 r. uzyskała osobowość prawną, uzyskując rejestrację jako Fundacja Wiara i Tęcza.. Grupa podczas Światowych Dni Młodzieży zorganizowała Przystań Pielgrzyma LGBT. W 2016 Wiara i Tęcza, KPH i Stowarzyszenie na rzecz Osób LGBT Tolerado zorganizowały kampanię „Przekażmy sobie znak pokoju”, w którą zaangażowały się także środowiska związane z Kościołem – kluby „Tygodnika Powszechnego”, „Znak”, „Więź” i „Kontakt” i niektórzy publicyści tych gazet. Celem kampanii była zmiana nastawienia osób wierzących do społeczności LGBT i zwiększenie ich świadomości, że o społeczności LGBT trzeba mówić z szacunkiem.
W maju 2019 powstał kolektyw Stop Bzdurom, w kontrze do aktywności Fundacji Pro – prawo do życia, której wolontariusze zbierali podpisy pod obywatelskim projektem ustawy Stop Pedofilii. Projekt ustawy zakładał podwyższenie kar za czyny pedofilskie, ale też, pod pretekstem przeciwdziałania owym czynom, penalizację edukacji seksualnej. Kolektyw początkowo zorganizował serię wydarzeń tanecznych przed stoiskami Fundacji Pro. Wzbudziły one zainteresowanie w przestrzeni publicznej, dzięki czemu kolektyw zaangażował się w kolejne działania; uruchomił stronę internetową oraz fanpage na Facebooku, poprzez które dementował podawane przez Fundacje Pro – prawo do życia informacje. Wydrukowano i rozdawano również ulotki informujące, czym jest edukacja seksualna, a także wyjaśniająca niektóre związane z nią terminy. Kolektyw angażował się w wiele innych działań edukacyjnych i wspierających społeczność LGBT w Polsce. W czerwcu 2020, podczas kampanii wyborczej poprzedzającej wybory prezydenckie, kolektyw zorganizował przed Pałacem Prezydenckim w Warszawie wydarzenie pt. Prowokacja ideologii LGBT, które miało stanowić odpowiedź na wypowiedź prezydenta Andrzeja Dudy, który podczas wiecu w Brzegu stwierdził, że LGBT to nie ludzie, lecz ideologia.

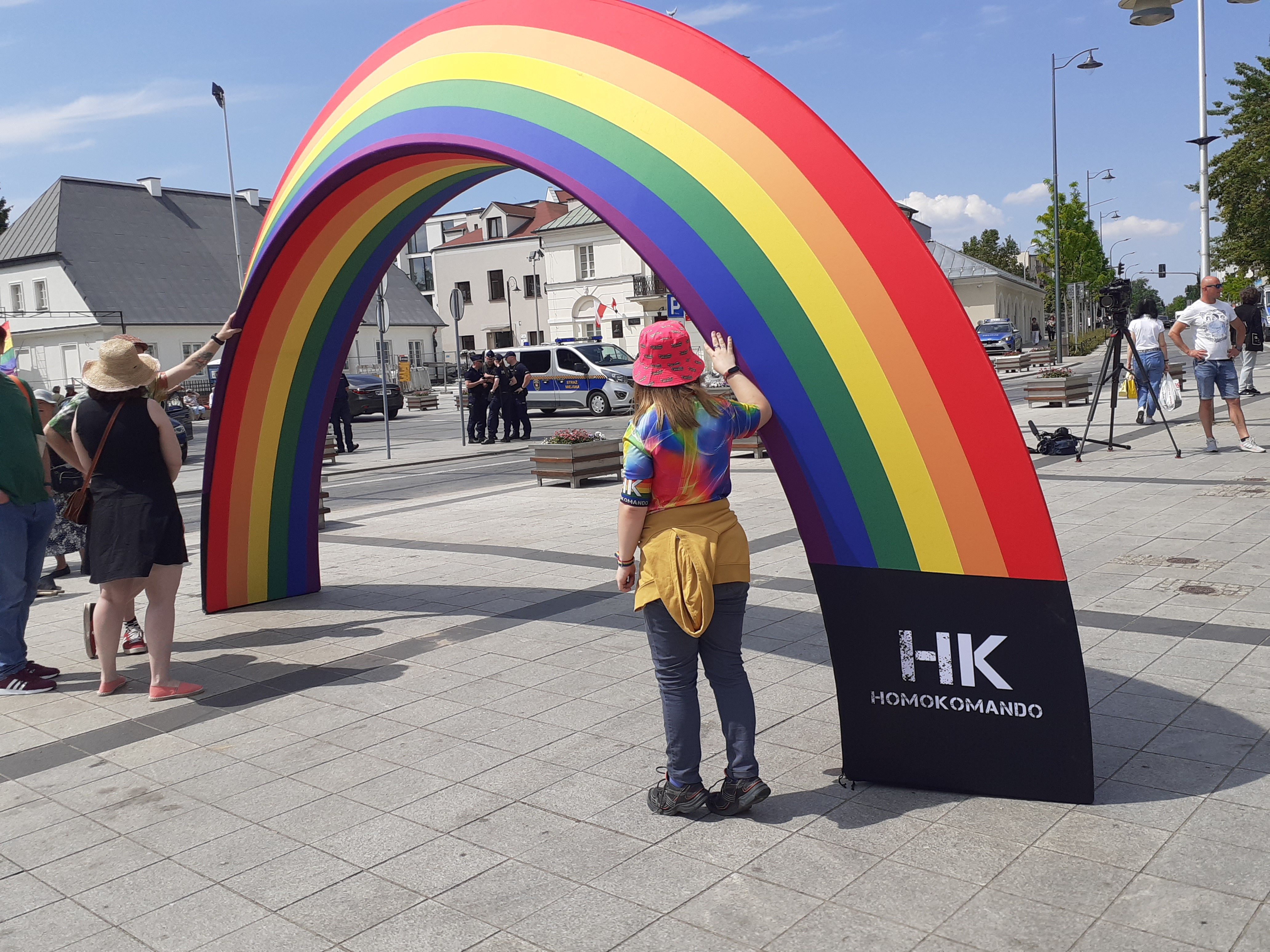
Tęcza stowarzyszenia Homokomando rozkładana na marszach równości w Polsce (2023).

W nocy z 28 na 29 lipca kolektywy Stop Bzdurom, Gang Samzamęt oraz Poetka zorganizowały akcję obywatelskiego nieposłuszeństwa polegającej na wywieszeniu tęczowych flag na warszawskich pomnikach. Przy każdym umieszczono również odezwę ideową, a na niektórych powieszono różowe chusty z symbolem queer anarchizmu. Pomnikami, na których pojawiły się flagi, były pomnik Marszałka Józefa Piłsudskiego, Mikołaja Kopernika, Jezusa Chrystusa, Wincentego Witosa, a także Syreny. 7 sierpnia 2020, 47 osób aresztowano w wydarzeniach nazwanych później Tęczową Nocą. Część aresztowanych pokojowo protestowała przeciwko aresztowi członkini kolektywu Margot Szutowicz, podczas gdy część była przechodniami w okolicy protestu. Rzecznik Praw Obywatelskich krytykował naruszenie praw człowieka przez policję.
Osoby LGBT podejmują też walkę o równouprawnienie przez system prawny, np. kwestionując ograniczające je regulacje prawne, jak w sprawie Andersen przeciw Polsce.